# هكوبيري هوند شو
هكوبيري هوند شو (بالإنجليزية: The Huckleberry Hound Show)‏ هو مسلسل رسوم متحركة من إنتاج هانا-باربيرا وهو المسلسل الثاني الذي أنتجه الاستوديو بعد راف وريدي شو تم بث العرض لأول مرة في 29 سبتمبر 1958 ، حيث قدمت مجموعة جديدة من الشخصيات الرسوم المتحركة للجماهير، هم هكوبيري هوند وبيكسي وديكسي والسيد جينكس ويوغي بير مع صديقه بو-بو بير ، وكانت أول سلسلة رسوم متحركة تفوز بجائزة إيمي.

## روابط خارجية
- هكوبيري هوند شو على موقع IMDb (الإنجليزية)
- هكوبيري هوند شو على موقع كينوبويسك (الروسية)
- هكوبيري هوند شو على موقع ألو سيني (الفرنسية)
- هكوبيري هوند شو على موقع قاعدة بيانات الفيلم (الإنجليزية)